# Kurtlar Vadisi (série télévisée)
Pour les articles homonymes, voir La Vallée des loups (homonymie).
 (janvier 2017).
Kurtlar Vadisi (« La Vallée des loups ») est une série télévisée turque d'action qui a été diffusé pour la première fois le 15 janvier 2003 sur la chaîne de télévision Show TV. Elle est composée de 97 épisodes (quatre saisons) et a été diffusée jusqu'au 29 décembre 2005.
Le deuxième volet, Kurtlar Vadisi: Terör (« La Vallée des loups : Terreur ») sorti en 2007, mettait en scène la lutte du « justicier » mafieux Polat Alemdar contre les rebelles du PKK : le contenu provoque des protestations massives, l'autorité de l'audiovisuel turc reçoit 14 000 plaintes en une semaine et des manifestants se rassemblent devant le siège de la chaîne pour dénoncer la violence, l'ultranationalisme de la série. Le producteur retire précipitamment des écrans.

## Fiche technique
- Titre original : Kurtlar Vadisi
- Création : Kemalettin Osmanlı
- Réalisation :
- Scénario : Ahmet Yurdakul, Raci Şaşmaz, Bahadır Özdener, Mehmet Turgut
- Pays de production : Turquie
- Langue originale : Turc
- Nombre de saisons : 4
- Nombre d'épisodes : 97
- Durée : 90 minutes
- Dates de première diffusion :
- Classification :

## Films
Trois films long métrage sont dérivés de la série :
- La Vallée des loups - Irak (2006)
- La Vallée des loups - Gladio (en) (2009)
- La Vallée des loups - Palestine (2011)